# Те-Акредж (Флорида)
Те-Акредж (англ. The Acreage) — переписна місцевість (CDP) в США, в окрузі Палм-Біч штату Флорида. Населення — 41 654 особи (2020).

## Географія
Те-Акредж розташований за координатами 26°46′13″ пн. ш. 80°16′52″ зх. д. / 26.77028° пн. ш. 80.28111° зх. д. (26.770327, -80.281148).  За даними Бюро перепису населення США в 2010 році переписна місцевість мала площу 105,99 км², з яких 105,77 км² — суходіл та 0,22 км² — водойми. В 2017 році площа становила 88,88 км², з яких 88,85 км² — суходіл та 0,03 км² — водойми.

## Демографія
Згідно з переписом 2010 року, у переписній місцевості мешкали 38 704 особи в 12 216 домогосподарствах у складі 10 223 родин. Густота населення становила 365 осіб/км².  Було 13291 помешкання (125/км²).
Расовий склад населення:
| - 78,9 % — білих - 13,3 % — чорних або афроамериканців - 2,6 % — азіатів - 0,3 % — корінних американців - 0,1 % — вихідців з тихоокеанських островів - 2,3 % — осіб інших рас |

До двох чи більше рас належало 2,5 %. Частка іспаномовних становила 17,8 % від усіх жителів.
За віковим діапазоном населення розподілялося таким чином: 26,2 % — особи молодші 18 років, 66,3 % — особи у віці 18—64 років, 7,5 % — особи у віці 65 років та старші. Медіана віку мешканця становила 39,5 року. На 100 осіб жіночої статі у переписній місцевості припадало 102,6 чоловіків;  на 100 жінок у віці від 18 років та старших — 100,7 чоловіків також старших 18 років.
Середній дохід на одне домашнє господарство  становив 88 115 доларів США (медіана — 76 508), а середній дохід на одну сім'ю — 88 808 доларів (медіана — 79 410). Медіана доходів становила 50 287 доларів для чоловіків та 39 214 долари для жінок. За межею бідності перебувало 8,7 % осіб, у тому числі 11,3 % дітей у віці до 18 років та 5,2 % осіб у віці 65 років та старших.
Цивільне працевлаштоване населення становило 19 409 осіб. Основні галузі зайнятості: освіта, охорона здоров'я та соціальна допомога — 21,9 %, науковці, спеціалісти, менеджери — 12,4 %, будівництво — 11,6 %, роздрібна торгівля — 10,9 %.